# André Cerbonney

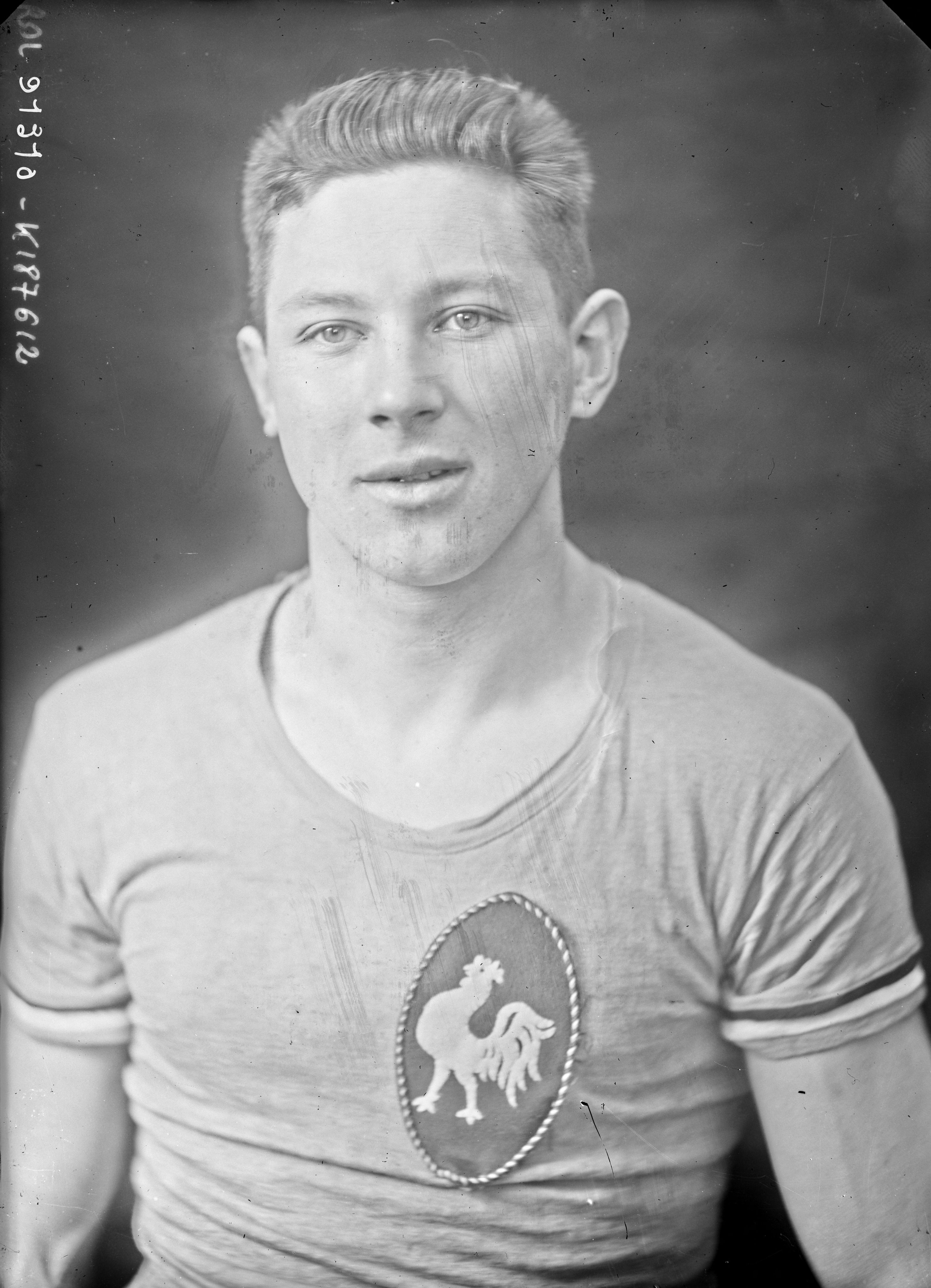
André Cerbonney, 1924

André Cerbonney (Marcel André Cerbonney; * 10. April 1900 in Arc-en-Barrois; † 4. April 1992 in Albertville) war ein französischer Sprinter.
Bei den Olympischen Spielen 1928 in Amsterdam wurde er Vierter in der 4-mal-100-Meter-Staffel. Über 100 und 200 Meter erreichte er das Viertelfinale.
Am 8. März 1923 stellte er mit 22,2 s den damaligen französischen Rekord über 200 Meter ein.
1928 wurde er Französischer Meister über 200 Meter.

## Persönliche Bestzeiten
- 100 m: 10,8 s, 1927
- 200 m: 21,7 s, 29. August 1925, Stockholm